# Səbail FK
El Səbail FK es un equipo de fútbol de Azerbaiyán que juega en la Liga Premier de Azerbaiyán, la primera categoría de fútbol en el país.

## Historia
Fue fundado en el año 2016 en la capital Bakú e inmediatamente se unió a la Primera División de Azerbaiyán, terminando en el séptimo lugar en su primera temporada.
En la siguiente temporada gana el título de la segunda categoría y logra el ascenso a la Liga Premier de Azerbaiyán por primera vez, y en la temporada 2018/19 termina en tercer lugar de la primera división, logrando la clasificación a la Liga Europa de la UEFA 2019-20, su primera participación en una competición internacional, donde fue eliminado en la primera ronda por el CS Universitatea Craiova de Rumania.

## Palmarés
- Primera División de Azerbaiyán: 1

2017/18

## Participación en competiciones de la UEFA
| Temporada | Torneo             | Ronda              | Club                  | Casa | Visita | Global |
| --------- | ------------------ | ------------------ | --------------------- | ---- | ------ | ------ |
| 2019–20   | UEFA Europa League | 1.ª Clasificatoria | Universitatea Craiova | 2–3  | 2–3    | 4–6    |

## Jugadores

### Jugadores destacados
| - Nicholas Hagen |

### Altas y bajas
| Bajas          | Bajas    | Bajas   | Bajas    | Bajas |
| Jugador        | Posición | Destino | Tipo     |       |
| -------------- | -------- | ------- | -------- | ----- |
| Nicholas Hagen | Portero  | HamKam  | Traspasó |       |

## Entrenadores
- Elman Sultanov (2016–2017)
- Samir Aliyev (2017–2018)
- Aftandil Hajiyev (2018–act)